# Küpçal
Küpçal è un comune dell'Azerbaigian situato nel distretto di Quba. Conta una popolazione di 471 abitanti.